# Marlothistella
Marlothistella is een geslacht uit de ijskruidfamilie (Aizoaceae). De soorten uit het geslacht komen voor in de Kaapprovincie in Zuid-Afrika.

## Soorten
- Marlothistella stenophylla (L.Bolus) S.A.Hammer
- Marlothistella uniondalensis Schwantes

... · 
Antimima · 
Argyroderma · 
Carpobrotus · 
Disphyma · 
Dorotheanthus · 
Gibbaeum · 
Lapidaria · 
Lithops · 
Mesembryanthemum · 
Sceletium · 
Tetragonia · 
...